# Dysoxylum boridianum
Dysoxylum boridianum är en tvåhjärtbladig växtart som beskrevs av D.J. Mabberley. Dysoxylum boridianum ingår i släktet Dysoxylum och familjen Meliaceae. Inga underarter finns listade i Catalogue of Life.